# Saw X
Saw X (conocida como Saw X: el juego del miedo en Hispanoamérica) es una película del género thriller y terror estadounidense de 2023, dirigida y editada por Kevin Greutert, y escrita por Josh Stolberg y Peter Goldfinger. Es la décima entrega de la franquicia de películas de Saw, que además funciona como secuela directa a Saw (2004) y precuela de Saw II (2005). La cinta está protagonizada por Tobin Bell y Shawnee Smith retomando sus papeles de las películas anteriores, con Synnøve Macody Lund, Steven Brand, Renata Vaca, y Michael Beach. Ambientada entre los acontecimientos de las dos primeras películas, John Kramer (Bell) viaja a México con la esperanza de que un procedimiento experimental pueda curarlo. Sin embargo, al poco tiempo se demuestra que la operación es un engaño, lo que lo lleva a secuestrar a los responsables y someterlos a sus típicas trampas mortales.
En abril de 2021, se informó que se estaba desarrollando una décima entrega con Twisted Pictures, con Stolberg y Goldfinger, los escritores de las dos entradas anteriores de la serie, quienes confirmaron que el guion se completó en diciembre de 2021. El rodaje se llevó a cabo de octubre de 2022 a febrero de 2023 en Ciudad de México.
Saw X fue estrenada en cines por Lionsgate el 29 de septiembre de 2023. Recibió críticas en su mayoría positivas por parte de los críticos, y la mayoría describió la película como la entrada más fuerte desde la primera, además de elogiar el desempeñó actoral de Bell.
Se fijo el estreno de Saw XI para el 26 de septiembre de 2025. Ésta historia continuaría directamente desde el final de Saw X. Pero en marzo de 2025 se confirmo la cancelación de Saw XI provocada por una discusión interna entre los productores.

## Argumento
A John Kramer le dicen que sólo le quedan unos meses de vida debido a un cáncer cerebral avanzado. Acude a una reunión de un grupo de apoyo contra el cáncer y entabla amistad con Henry Kessler, quien más tarde afirma que se ha curado gracias a un tratamiento experimental noruego contra el cáncer llevado a cabo por un grupo dirigido por el doctor Finn Pederson. John, desesperado, se pone en contacto con Cecilia, la hija del doctor, que le remite a su clínica en las afueras de Ciudad de México.
A su llegada a México, John es conducido a la clínica y presentado a Cecilia y a su equipo -Mateo, Valentina y el Dr. Cortez-, así como a los pacientes Gabriela y Parker y al hijo pequeño de la cuidadora, Carlos, con quien establece un vínculo. John se somete a una operación y al despertar Cecilia le dice que ya no tiene cáncer. Con nuevos aires, compra un regalo para Gabriela. Sin embargo, al volver a la clínica, la encuentra abandonada. Descubre un vídeo en el que se simula su supuesta operación cerebral y, al quitarse las vendas, descubre que no tiene cicatriz en la cabeza, lo que revela que toda la operación era una estafa.
Deduciendo que el "Dr. Cortez" era su taxista Diego disfrazado, John lo secuestra e interroga, luego lo obliga a jugar un "juego" en el que debe quitar bombas de tubo conectadas a sus brazos cortando a través de su carne, lo que completa con éxito. Mientras tanto, Amanda Young, aprendiz de Jigsaw, secuestra a Cecilia, Mateo, Valentina y Gabriela. Se despiertan en la clínica, ahora sujetos de los juegos de Jigsaw de John.
Valentina tiene la tarea de cortar su pierna con una sierra Gigli y extraer suficiente médula ósea que se conectará a un medidor y desactivar la trampa. Consigue amputarse la pierna, pero es incapaz de recoger suficiente médula, y una segunda sierra Gigli la decapita. Cecilia utiliza los intestinos de Valentina como cuerda para recuperar su teléfono y pedir ayuda, pero Amanda la somete con una descarga eléctrica y confisca el teléfono.
Parker irrumpe en la clínica exigiendo que le devuelvan el dinero. Amanda lo retiene mientras Mateo es obligado a taladrar su propio cráneo y extraer un trozo de tejido cerebral para disolverlo en un tubo de ensayo y obtener una llave. Aunque realiza la tarea con éxito, el tejido no se disuelve a tiempo y una máscara caliente se cierra sobre su cara, matándolo. Gabriela es suspendida de grilletes y sometida a radiación ionizante, con la tarea de liberarse utilizando un mazo para romper sus miembros encadenados. Lo consigue, pero antes de que Amanda pueda llevarla al hospital, Parker las obliga a punta de pistola a liberar a Cecilia.
Cecilia mata a Gabriela rompiéndole el cuello y revela que llamó a Parker, que forma parte de la estafa, para que la rescatara. Obliga a John a encadenarse en la trampa destinada a ella. Cuando oye a Carlos fuera, coge al niño y lo encadena frente a John. La trampa comienza a ensangrentarlos. Parker y Cecilia salen para recuperar su bolsa de dinero robado de la sala de control de John, pero activan un cable trampa, sellándolos a ambos en la sala y liberando a John y Carlos. John revela que Diego delató a todos los estafadores, incluidos Parker y Henry, y que engañó a Cecilia para que atrajera a Parker a las instalaciones. Un gas químico mortal comienza a llenar la habitación; el único respiro es un orificio de ventilación lo suficientemente grande para la cabeza de una persona, lo que obliga a Cecilia y Parker a luchar entre sí. Cecilia mata a Parker pero sólo puede ver cómo John, Amanda y Carlos salen de las instalaciones, dejándola atrapada.
Algún tiempo después, Henry despierta en un baño destartalado con una nueva trampa atada a su estómago, supervisada por John y Mark Hoffman.

## Reparto

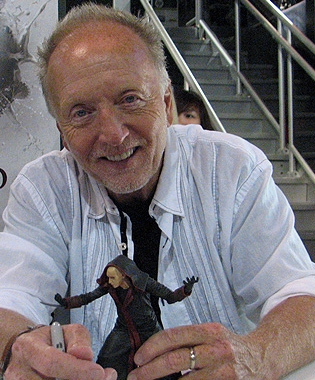
Tobin Bell fue elogiado por su actuación en el filme, siendo bautizado como el «padrino de Saw» por Kevin Greutert, el director de la cinta.

- Tobin Bell como John Kramer / Jigsaw[7]
- Shawnee Smith como Amanda Young[8]
- Synnøve Macody Lund como Cecilia Pederson[8]
- Steven Brand como Parker Sears[9]
- Renata Vaca como Gabriela[8]
- Joshua Okamoto como Diego[10]
- Octavio Hinojosa como Mateo[8]
- Paulette Hernandez como Valentina[11]
- Jorge Briseño como Carlos[10]
- Costas Mandylor como Mark Hoffman
- Michael Beach como Henry Kessler[8]
- Isan Beomhyun Lee como víctima en trampa del vacío ocular[10]
- Katie Barberi como líder del grupo de apoyo contra el cáncer.[10]
- Donagh Gordon como Finn Pederson[10]

### Sin acreditar
- David Alfano como doctor[10]
- Baltimore Beltrán como padre de Carlos[10]
- Lucía Gómez-Robledo como ayudante técnica del equipo de IRM[10]
- Kerry Ardra como presentadora de televisión[10]

## Producción

### Desarrollo
En abril de 2021, se informó que Twisted Pictures se encontraba desarrollando una décima entrega cinematográfica de la franquicia de Saw, titulada Saw X. Josh Stolberg y Peter Goldfinger, escritores de las dos entradas previas de la serie, Jigsaw (2017) y Spiral (2021), confirmaron que el guion se completó en diciembre de 2021. Los productores Mark Burg y Oren Koules, habían planeado la historia de Saw X desde 2018, pero los planes para la película quedaron en detenidos cuando Michael Burns, vicepresidente de Lionsgate, se reunió con Chris Rock en Brasil y aprobó su propuesta para Spiral. El bajo rendimiento en taquilla de aquella película llevó a Burg y Koules a volver a las raíces de la franquicia para su décima entrega y hacer la historia que habían planeado originalmente. En agosto de 2022, Bloody Disgusting informó que la película sería dirigida por Kevin Greutert, quien había editado la mayoría de las entregas anteriores y dirigió Saw VI (2009) y Saw 3D (2010).

### Casting
En octubre de 2022, Tobin Bell fue confirmado para retomar el papel de John Kramer / Jigsaw. Greutert dijo a Empire, que Bell aparece más tiempo en la película, que en cualquier otra entrega de la serie. Bell también participó en el guion y la postproducción de la película, creando diálogos adicionales que se incorporaron a la historia una vez concluido el rodaje. En diciembre de 2022, Synnøve Macody Lund, Steven Brand, y Michael Beach, se unieron al reparto, junto a Renata Vaca, Paulette Hernandez, Joshua Okamoto, y Octavio Hinojosa. Shawnee Smith retomó su papel como Amanda Young. Aunque nunca se anunció oficialmente, Costas Mandylor regresó haciendo un cameo como Mark Hoffman, no obstante su regreso estuvo implícito en su voz presente en el tráiler. Greutert dijo a Entertainment Weekly que este cameo fue «lo más fanservice» que ha hecho.

### Rodaje
Con un presupuesto de 13 millones de dólares, el rodaje se llevó a cabo en localizaciones de Ciudad de México desde finales de octubre de 2022, hasta febrero de 2023. Los diseños de las trampas eran más complejos que en entregas anteriores, por lo que el calendario de rodaje se dividió en dos partes: tres semanas en noviembre y tres semanas en enero. Greutert le dijo a la revista SFX: «Tuvimos que hacer varias prótesis y máquinas, y durante Navidad, pasamos todo el tiempo descifrando cómo funcionarían».
En la convención Midsummer Scream 2023, el director de fotografía Nick Matthews dijo que querían rendir homenaje a las películas anteriores de Saw. Explicó: «Creo que para Kevin y para mí era muy importante poder rendir homenaje a todas las primeras películas. Nos encanta que las primeras cintas tengan una relación de aspecto de 1:85, nos encanta que tengan textura, que sean ásperas, que existan estas paletas de colores amarillas realmente atrevidas, y queremos hacer nuestro trabajo para apegarnos eso, con una oscuridad omnipresente, y realmente llevando a la audiencia a este mundo gráfico y crudo de una forma subjetivamente directa». El diseñador de producción Anthony Stabley, repasó la paleta de colores de aquellas películas de mediados de la década de 2000, y se aseguró de que toda la tecnología, como los gráficos, que se ven en Saw X, habrían estado disponibles cuando se desarrollaron esas películas.

### Postproducción
La mayoría de las escenas de gore se hicieron con efectos prácticos, y el uso de CGI solo se empleó para retoques. Los cineastas consideraron usar algunos efectos visuales para rejuvenecer a Bell y Smith debido a los quince años que han pasado desde que aparecieron por primera vez en la trilogía original de Saw, pero finalmente desistieron y Greutert se alegró de no haber envejecido a los actores, como «algunas de las películas que han rejuvenecido a sus actores, ponen cierta distancia entre el personaje y la audiencia», sintiendo que Bell y Smith tienen algunos primeros planos emocionales que no deberían alterarse.

### Música
Charlie Clouser fue el encargado de componer la banda sonora de la película una vez más, estando en todas las entregas de la franquicia.
| Saw X (Original Motion Picture Soundtrack) |                      |          |  |
| N.º                                        | Título               | Duración |  |
| 1.                                         | «Prognosis»          | 2:35     |  |
| 2.                                         | «Henry Hope»         | 3:54     |  |
| 3.                                         | «Meet Gabriela»      | 3:27     |  |
| 4.                                         | «Tequila»            | 1:02     |  |
| 5.                                         | «Crainotomy»         | 2:34     |  |
| 6.                                         | «What Happens»       | 2:54     |  |
| 7.                                         | «Abandoned»          | 2:50     |  |
| 8.                                         | «Hello Diego»        | 4:02     |  |
| 9.                                         | «Skylight»           | 1:18     |  |
| 10.                                        | «Main Room»          | 5:30     |  |
| 11.                                        | «Hello Valentina»    | 5:16     |  |
| 12.                                        | «Gabriela's Next»    | 3:16     |  |
| 13.                                        | «Parker Arrives»     | 5:07     |  |
| 14.                                        | «Hello Mateo»        | 6:52     |  |
| 15.                                        | «U Guys R Sick»      | 1:57     |  |
| 16.                                        | «Hello Gabriela»     | 5:45     |  |
| 17.                                        | «Playtime's Over»    | 9:26     |  |
| 18.                                        | «Blood Board»        | 3:58     |  |
| 19.                                        | «Blood Board (Edit)» | 2:26     |  |
| 20.                                        | «Zepp X»             | 5:54     |  |
| 21.                                        | «Walk Out»           | 1:49     |  |
| 22.                                        | «Post Credits X»     | 1.37     |  |

## Estreno

### Marketing
El 9 de septiembre de 2023, Lionsgate anunció el regreso de Saw Blood Drive, un evento promocional que permitió al público donar sangre a la Cruz Roja Americana, a cambio de entradas gratuitas para el fin de semana inaugural de Saw X.
El 13 de septiembre, se publicó una parodia del comercial de «Nicole Kidman AMC Theatres» en YouTube y en las plataformas de redes sociales de Lionsgate. Dicha parodia presentó a un muñeco de Billy controlado remotamente en un triciclo en lugar de Kidman, con algunos ligeros cambios para reflejar la naturaleza gráfica de Saw. Si bien la parodia recibió respuestas humorísticas por parte de los medios de comunicación, fue retirada de las cuentas de Lionsgate debido a una orden de cese y desista de AMC Theatres. El escritor Josh Stolberg emitió un comunicado sobre la eliminación del tráiler y calificó a las personas como «afortunadas» si lograban ver la parodia antes de su eliminación, aunque varias resubidas del video original se extendieron en múltiples canales no afiliados a Lionsgate.

### En cines
Saw X se estrenó en cines de Estados Unidos el 29 de septiembre de 2023, siendo distribuida por Lionsgate Films. Originalmente, estaba programada para ser presentada el 27 de octubre del mismo año, antes de que Lionsgate anunciara en la San Diego Comic-Con que se trasladaría a la fecha en que se lanzó.

### Home media
Saw X se lanzó en video bajo demanda en los Estados Unidos, el 20 de octubre de 2023. Será lanzada en DVD, Blu-ray y 4K UHD, el 21 de noviembre del mismo año. Los discos 4K y Blu-ray incluirán más de tres horas de metraje adicional, que contendrán un documental titulado Reawakening y escenas eliminadas.

## Recepción

### Taquilla
Saw X recaudó 53.6 millones de dólares en Estados Unidos y Canadá, y 58.6 millones en otros territorios, para un total mundial de 111.8 millones.
En Estados Unidos y Canadá, Saw X se estrenó junto a The Creator, PAW Patrol: The Mighty Movie, y la amplia expansión de Dumb Money, y se previó que recaudara entre 15 y 18 millones de dólares en su primer fin de semana. Ganó 8 millones de dólares en su primer día, incluidos 2 millones de dólares con las proyecciones previas del jueves por la noche. Debutó con 18,3 millones de dólares, quedando en segundo  lugar detrás de PAW Patrol. Estuvo por debajo del promedio del fin de semana de apertura de la franquicia ($23 millones), pero superior a las entregas recientes Spiral ($8.8 millones en 2021) y Jigsaw ($16.6 millones en 2017). En su segundo fin de semana, la película recaudó los $8.2 millones y terminó en tercer lugar.
Saw X encabezó la taquilla en el Reino Unido e Irlanda, recaudando 2.31 millones de dólares en los primeros tres días.

### Crítica
La película recibió críticas positivas de los críticos, quienes elogiaron la actuación de Bell, agregando que fue la mejor entrada en la franquicia desde la primera película. En la página de reseñas Rotten Tomatoes, la película tiene un índice de aprobación del 80% basado en 149 reseñas, con una calificación promedio de 6.5/10. El consenso del sitio web dice: «Dirigida con la mejor actuación de la franquicia que ha dado Tobin Bell, Saw X revitaliza la serie con una entrega que tiene una sorprendente cantidad de corazón para acompañar todo el gore». Metacritic, que utiliza un promedio ponderado, asignó a la película una puntuación de 60 sobre 100, basada en 26 críticas, lo que indica críticas «mixtas o promedió». Es la película mejor valorada de la franquicia en ambos sitios web, superando a la primera (50%), y a la tercera película (48 sobre 100), respectivamente. El público encuestado por CinemaScore le dio a la película una calificación promedio de «B» en una escala de A+ a F, mientras que los encuestados en PostTrak le dieron una puntuación general positiva del 82%, y el 62% dijo que definitivamente recomienda la película.
Owen Gleiberman, de Variety, escribió que Saw X pareció «más una película real que muchas de las entregas de la serie, ya que se habla más y se tortura menos». Estaba satisfecho con esa proporción, pero le preocupaba si «valdría la pena en taquilla». Explicó: «Las escenas de tortura en las películas de 'Saw' son espléndidos obsequios de terror barroco presentados al público. Ellos son, sencillamente, la razón por la que hemos venido». Elogió especialmente a Tobin Bell, «con su mirada de sabiduría despiadada». Frank Scheck, de The Hollywood Reporter, también elogió a Bell por su actuación y dice: «Nada de esto funcionaría tan bien sin Bell, cuya voz ronca y seriedad amenazadora son tan fascinantes que hace que la repetida declaración de Jigsaw 'Me gustaría jugar un juego' sea aterradora».
Beatrice Loayza dijo en su reseña en The New York Times, que «Esta es la película de Saw mejor cuidada hasta la fecha. La historia en su mayor parte tiene sentido y Greutert recurre a las frenéticas técnicas de edición que hacían que las películas más antiguas hicieran parecer que la sangre y las tripas eran equivalentes al ruido blanco». Bob Strauss, del San Francisco Chronicle, calificó la película como «una historia bien contada, con algunas caracterizaciones sólidas y giros bastante decentes».
Helen O'Hara, de Empire, le dio a la película una puntuación de dos sobre cinco y un consenso de «La sangre y la sangre están presentes y son correctas, pero el enfoque en la vulnerabilidad y el lado humano de Kramer contrasta con su terrible prejuicio. Dejemos a los monstruos ser monstruos». Kyle Turner, que escribió para Slant, le dio a la película una puntuación de dos y medio sobre cuatro, diciendo: «La verdadera decepción es que Shawnee Smith, que regresa a la serie por primera vez desde Saw VI, queda relegada a hacer principalmente las cosas sucias de John. Es difícil estar aquí para un discípulo, y Smith no ha tenido la oportunidad de mostrar sus habilidades como actriz desde Saw III. Pero en Saw X, obtenemos migajas de lo que la hace tan emocionante como intérprete, particularmente uno en el género de terror: ella es toda identificación, una tempestad de emoción y desesperación y psicosis plenamente encarnadas».

## Secuela
En diciembre de 2023, Lionsgate anunció que una secuela, Saw XI, se encuentra en preparación para ser estrenada el 27 de septiembre de 2024.Sin embargo, tras quedar retrasado el estreno, a finales de 2024 la secuela queda cancelada por problemas entre los productores de la franquicia, quedando en el aire el futuro de la saga.